# Eurobeat
Eurobeat é um gênero musical que surgiu na Europa em meados dos anos 80, caracterizado por um ritmo muito alto e acelerado, variando de 138 a 185 BPM, com grande ênfase na melodia e por geralmente conter letras simples, extravagantes e, às vezes, sem sentido. Além disso, existe duas formas principais de eurobeat: o primeiro é o British Eurobeat, uma variante britânica do gênero em forma de Euro disco (esse tipo é vendido apenas no Japão). O segundo é o Contemporary Eurobeat, uma variante mais conhecida e popular do gênero que surgiu na Itália no final dos anos 80, que combina elementos da Hi-NRG e Música bubblegum em forma de Italo disco. Ambas as formas foram desenvolvidas na década de 1980.
Depois que o anime Initial D começou a ser exibido em 1998 com uma trilha sonora composta principalmente por eurobeat, o gênero começou a ganhar popularidade com as comunidades otaku internacionais, com canções como "Running in the 90's", "Night of Fire" e "Take Me Higher" se tornando bem conhecidas na internet no início dos anos 2000. O gênero ganhou popularidade adicional no exterior por meio de sua associação com jogos de danças, como Dance Dance Revolution e Beatmania.